# Toliara

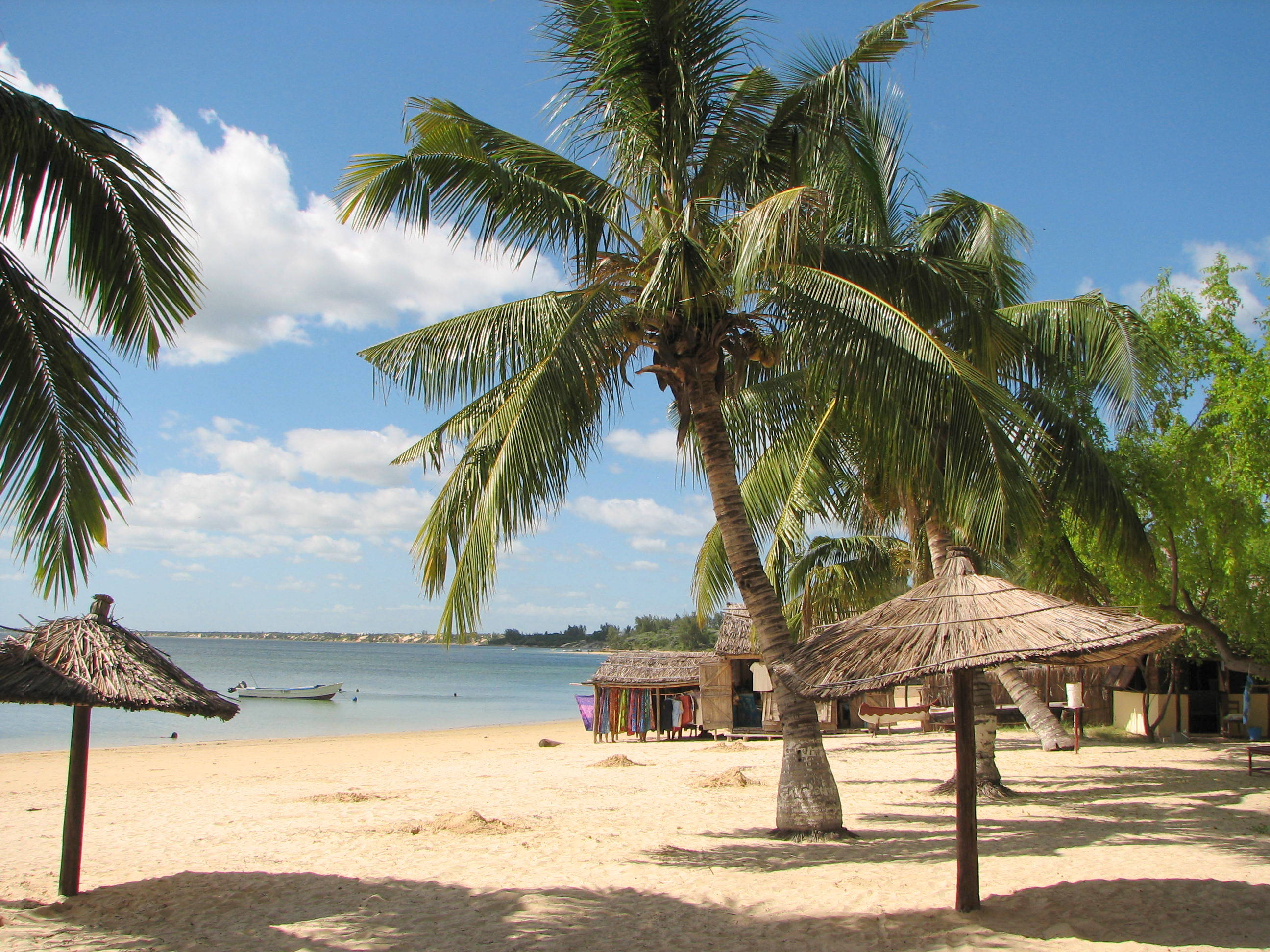
Plaża Ifaty w pobliżu Toliary.

Toliara (do 1979 Tuléar) – miasto w południowo-zachodnim Madagaskarze, ośrodek administracyjny prowincji Atsimo-Andrefana, port nad Kanałem Mozambickim. Według spisu z 2018 roku liczy 168,8 tys. mieszkańców i jest szóstym co do wielkości miastem w kraju. 
Znajduje się tu Port lotniczy Toliara.

## Zabytki i miejsca warte odwiedzenia
- Muzeum Regionalne (fr. Musée Regional de l'Université de Toliara) z wystawami poświęconymi lokalnej kulturze i historii oraz z eksponatamiprzyrodniczymi takimi jak jajo wymarłego na Madagaskarze mamutaka.
- Muzeum Morskie (fr. Musée de la Mer) ze zbiorami flory i fauny morskiej, w tym eksponaty rzadkich ryb trzonopłetwokształtnych[5].
- Arboretum d'Antsokay – założone w 1980 roku z inicjatywy szwajcarskiego botanika amatora Hermana Petignata. Zajmuje powierzchnię 52 hektarów, na której rośnie ponad 920 gatunków roślin oraz zamieszkują tutaj lemury, żółwie promieniste, węże i kameleony[6].